# Pickmanův model
Pickmanův model (anglicky Pickman's model) je hororová povídka amerického spisovatele H. P. Lovecrafta. Byla napsána v roce 1926 a vydána v říjnu následujícího roku. Povídka je retrospektivním vyprávěním v ich-formě.

## Děj
Děj je vyprávěn z pohledu vypravěče jménem Thurber, který se po Pickmanově zmizení rozhodne sdílet svůj znepokojivý zážitek s přítelem Eliotem. Thurber vzpomíná na to, jak se seznámil s Richardem Uptonem Pickmanem, bostonským malířem známým pro své děsivé a realistické obrazy. Tyto obrazy příšer byly tak strašidelné, že mu byl zakázán vstup do uměleckých kruhů v Bostonu.
Jednoho dne Pickman pozve Thurbera do svého ateliéru, nacházejícího se ve starém domě v nejstarší části Bostonu. Cesta do ateliéru vede přes temné a úzké uličky čtvrti North End. Ateliér je umístěn ve sklepení, kde Pickman ukrývá své nejděsivější a nejrealističtější obrazy. Tato díla jsou mnohem strašidelnější než cokoliv, co Thurber dosud viděl.

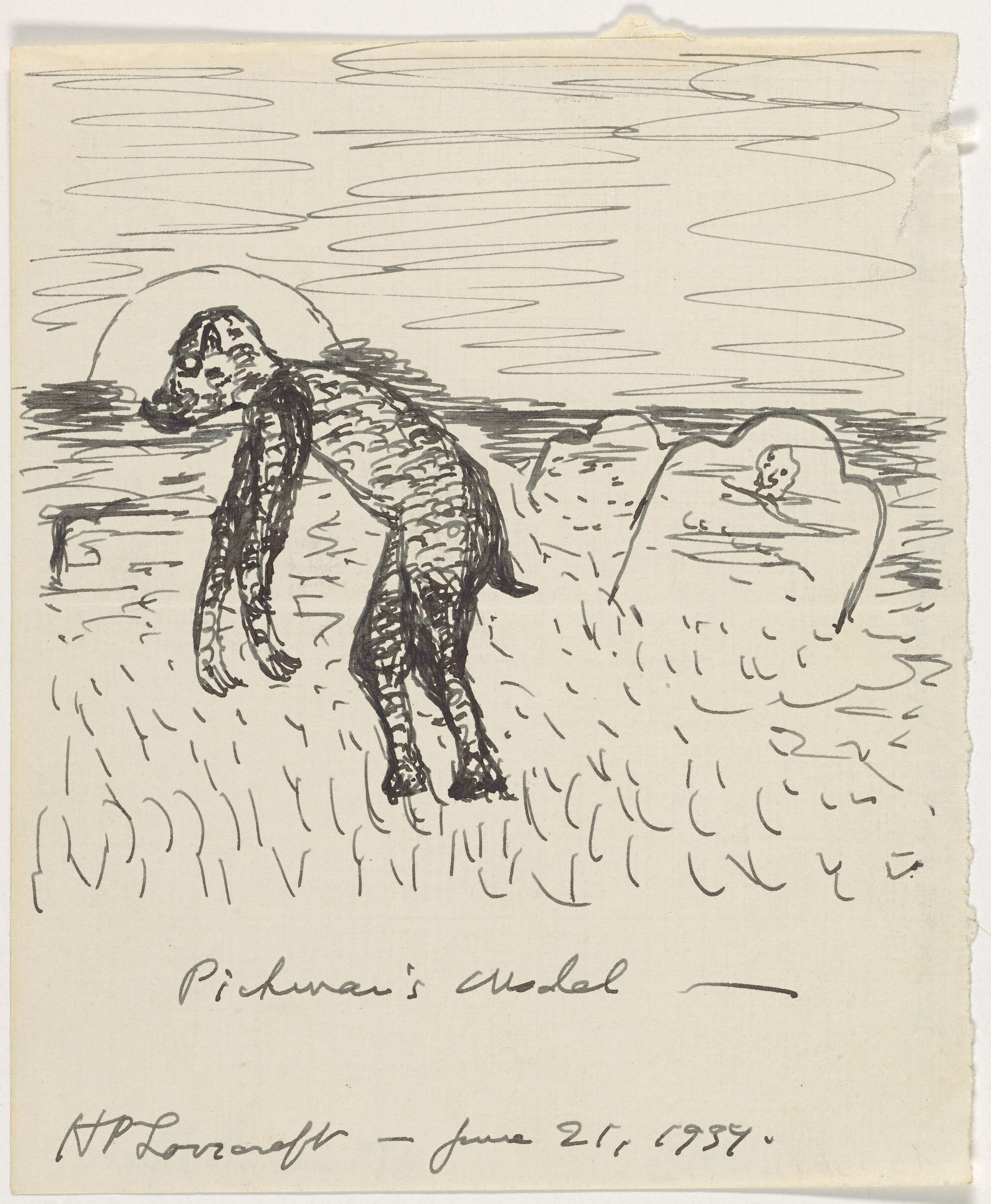
Lovecraftova ilustrace, 1934

Pickman ukazuje Thurberovi různé obrazy strašlivých stvoření, která požírají lidskou kořist nebo se zjevují v temných uličkách města. Pickman odhaluje, že při vytváření svých obrazů používá různé malířské metody, aby dosáhl neuvěřitelně realistických efektů, což vyvolává u Thurbera znepokojivé myšlenky na to, odkud bere své inspirace.
Zlomový moment nastává, když Pickman ukáže Thurberovi jeden z posledních obrazů, který je realistickým portrétem hrůzostrašného psího humanoida s očima podlitíma krví, který rozzuřeně okusuje cosi, co dříve bylo člověkem. Zatímco si prohlíží obraz, vyruší je v dálce zvláštní zvuky, načež Pickman odejde značně nervózní s revolverem v ruce. Když je Pickam pryč, všimne si Thurber malého lístečku přilepeného k rámu obrazu. Lísteček strhne a zjistí, že se jedná o fotografii obsahující ono strašlivé monstrum z obrazu, a tím odhaluje, že Pickman nemaluje z vlastní zvrácené představivosti, ale zobrazuje skutečná stvoření, které se kdesi ukrývají.
Nakonec se Pickman vrátí udýchaný s kouřící pistolí v ruce, kdy záhadné zvuky připisuje krysám a Thurberovi se omlouvá za vyrušení. Thurber následně z ateliéru odchází naprosto otřesený myšlenkou, že monstra na obrazech jsou skutečná.

## Česká vydání
Povídka v češtině vyšla jako součást šesti knih:
- Hrůza v Dunwichi a jiné horrory (1990, Zlatý kůň)
- Vyděděnec a jiné povídky (2010, Dokořán)
- Volání Cthulhu 1 (2011, Plus)
- Stín nad Innsmouthem (2014, Laser-books)
- H. P. Lovecraft – Komplet Sebraných spisů (2014, Albatros)
- Barva z kosmu (2020, Carcosa)